# Marcova (rivière)
La Marcova est un cours d'eau d'Italie d'une longueur de 52 km qui coule dans les régions du Piémont et de Lombardie. Elle traverse la partie sud de la province de Verceil, après un bref passage dans la province de Pavie, elle se jette dans la Sesia dans la commune de Frassineto Po.

## Source de la traduction
- (it) Cet article est partiellement ou en totalité issu de l’article de Wikipédia en italien intitulé « Marcova » (voir la liste des auteurs).